# 咬筋神経
咬筋神経（こうきんしんけい）は三叉神経第三枝である下顎神経の枝。外側翼突筋の側方・上方、顎関節前方、側頭筋後方を走行する。咬筋動脈とともに下顎切痕を横断し、咬筋深層に向かい、その前縁で分岐する。顎関節にも枝を送る。
この記事にはパブリックドメインであるグレイ解剖学第20版（1918年）894ページ本文が含まれています。